# Aerodramus spodiopygius

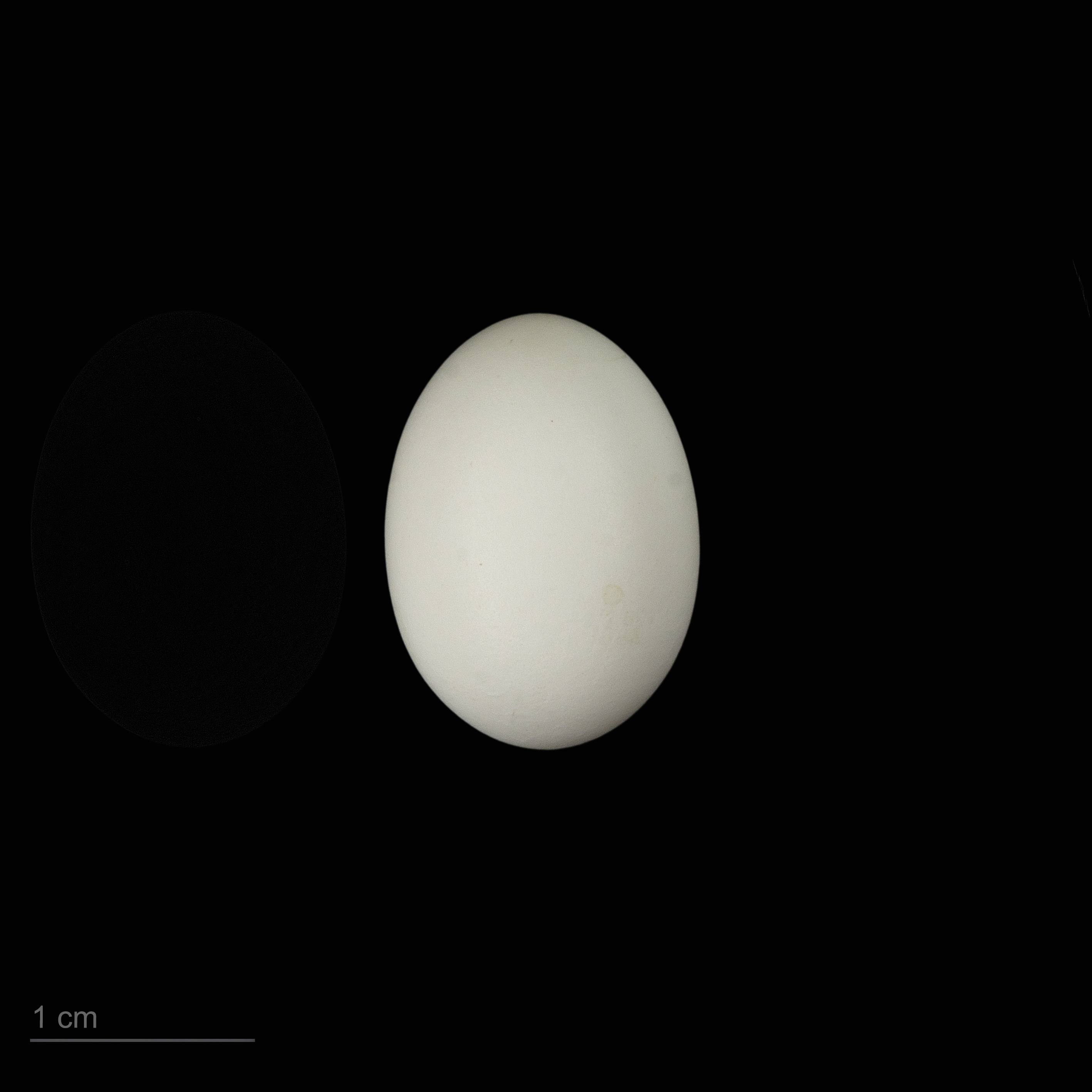
Aerodramus spodiopygius - MHNT

La salangana culiblanca o rabitojo de lomo blanco (Aerodramus spodiopygius) es una especie de ave apodiforme de la familia Apodidae que vive en Oceanía.

## Distribución y hábitat
Se encuentra en las selvas y zonas rocosas de los archipiélagos orientales de Papúa Nueva Guinea, Nueva Caledonia, islas Salomón, Samoa, Samoa Americana, Tonga, Vanuatu y el noreste de Australia, aunque las poblaciones australianas, en el noreste de Queensland, son consideradas una especie aparte por algunos expertos, la salangana australiana (Aerodramus terraereginae).